# Selenoestefanita
La selenoestefanita és un mineral de la classe dels sulfurs. El nom deriva del seu contingut en seleni i per ser molt similar a l'estefanita.

## Característiques
La selenoestefanita és una sulfosal de fórmula química Ag₅SbSe₄. Cristal·litza en el sistema ortoròmbic. La seva duresa a l'escala de Mohs es troba entre 3 i 3,5.
Segons la classificació de Nickel-Strunz, la selenoestefanita pertany a «02.G - Nesosulfarsenits, etc. amb S addicional» juntament amb els següents minerals: argentotennantita, freibergita, giraudita, goldfieldita, hakita, tennantita, tetraedrita, estefanita, pearceïta, polibasita, selenopolibasita, cupropearceïta, cupropolibasita i galkhaïta.

## Formació i jaciments
Va ser descoberta al dipòsit d'or i argent de Rudnaya Sopka, al Districte autònom de Txukotka (Rússia). També ha estat descrita al districte miner de Yankee Fort, al comtat de Custer (Idaho, Estats Units). Aquests dos indrets són els únics de tot el planeta on ha estat descrita aquesta espècie mineral.